# Nagyerdei Stadion
Nagyerdei Stadion din Debrețin este al treilea stadion ca mărime din Ungaria, cel mai mare fiind Stadionul Ferenc Puskás cu 69.000 de locuri. Nu a mai fost folosit între 1989 și 2014. A fost renovat între 2013-2014. Acesta are 20.000 de locuri pentru meciurile de fotbal și 50.000 pentru concerte, fiind al doilea ca mărime din Ungaria.

## Reconstrucția
În 2012 a apărut ideea unei renovări a Stadionului Debrecen. Pe 3 ianuarie 2013, renovarea stadionului a început oficial. La conferința de presă, Marjay Gyula (liderul proiectului), László Vígh (memberul al Parlamentului Ungariei) și Lajos Kósa (primarul orașului   Debrețin) au început oficial reconstrucția printr-o ceremonie. Pe 15 februarie 2013 Géza Kamuti, managerul proiectului, a anunțat că demolarea stadionului era terminată. Noul stadion a fost inaugurat pe 1 mai 2014.